# Draugolis
Draugolis este o arie protejată (arie specială de conservare — SAC, sit de importanță comunitară — SCI, arie de protecție specială avifaunistică — SPA) din Letonia întinsă pe o suprafață de 10,45 ha, integral pe uscat.

## Localizare
Centrul sitului Draugolis este situat la coordonatele 57°06′22″N 25°52′01″E / 57.1062°N 25.867°E.

## Înființare
Situl Draugolis a fost declarat arie de protecție specială avifaunistică în decembrie 2003 pentru a proteja 1 specie de plante. Alte tipuri de protecție:
- sit de importanță comunitară (în mai 2004)
- arie specială de conservare (în mai 2004)[1][3][4]

## Biodiversitate
Situată în ecoregiunea boreală, aria protejată conține 2 habitate naturale: Lacuri eutrofice naturale cu vegetație de tip Magnopotamion sau Hydrocharition, Mlaștini turboase de tranziție și turbării mișcătoare.
La baza desemnării sitului se află o specie protejată de  plante: Hamatocaulis vernicosus
Pe lângă speciile protejate, pe teritoriul sitului au mai fost identificate 2 specii de plante.